# 농협 야구단
농협 야구단은 1946년부터 1993년까지 존재했던 실업 야구단이다.
한편, 농협은 해당 팀 해체 후 현대 유니콘스 야구단 인수설이 있었으나 노조 측의 반발로 무산됐고 이에 앞서 씨름단 창단도 노조의 반대로 불발됐다.
아울러, 1992년 신인 선수를 스카우트하지 않았음에도 실업야구선수권에서 준우승을 차지했으나 1993년 3월 4일 해체됐다.

## 주요 선수
- 이선덕
- 백인천
- 김청옥
- 조계현
- 노찬엽
- 오덕환
- 이선희
- 강만식
- 박영길
- 이희수
- 김영범
- 임정면
- 이삼열
- 홍희섭
- 정영진